# Bradworthy
 (octobre 2016).
Bradworthy est un village et une paroisse civile dans le Devon, situé dans l'Angleterre du Sud-Ouest. 

## Description

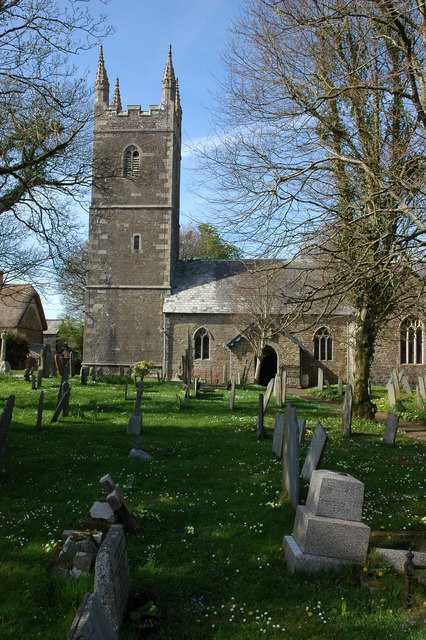
L'Église de Saint-Jean le Baptiste

Le village se situe près du site des premières éoliennes du Devon, érigées en 2005. Bradworthy a la plus grande place de village de l'Angleterre.
L'église paroissiale de Saint-Jean-Baptiste date du XIIIe siècle et est un bâtiment légalement protégé.
Arthur Herbert Procter, qui a été décoré de la Croix de Victoria, était pasteur de Bradworthy entre 1963 et 1964.